# Hiệp ước Hỗ tương Liên Mỹ châu
Hiệp ước Hỗ tương liên Mỹ, thường được gọi là Hiệp ước Rio (Rio Treaty hay Rio Pact) là một thỏa hiệp ký kết ngày 2 tháng 9 năm 1947 tại Rio de Janeiro giữa 19 quốc gia châu Mỹ. Điểm chính của hiệp ước là khi một thành viên bị tấn công thì cũng xem như là tất cả các thành viên bị tấn công. Đây chiến lược phòng thủ Tây Bán cầu với hiệu lực chiếu theo Điều 22 kể từ năm 1948.
Theo chân Hiệp ước Rio là Tổ chức các Quốc gia châu Mỹ hình thành năm 1948 nguyên thủy có 21 quốc gia.
Năm 1964 Cuba bị truất khỏi Hiệp ước Rio.
Quốc gia mới nhất phê chuẩn hiệp ước là Bahamas, thông qua năm 1982.
Năm 2002 México tuyên bố rút khỏi hiệp ước và đến năm 2004 thì chính thức không còn là thành viên nữa. Năm 2012-2014 bốn nước trong khối ALBA là Nicaragua, Bolivia, Venezuela, và Ecuador cũng lần lượt rút khỏi Hiệp ước Rio.

## Thi hành
Năm 1982 trong cuộc chiến Falkland, Argentina đã kêu gọi các nước châu Mỹ, trong đó có Hoa Kỳ, chống lại quân đội Anh trong cuộc tranh chấp quần đảo Falkland. Hoa Kỳ bị ràng buộc bởi Hiệp ước Hỗ tương Liên Mỹ châu (đối với Argentina) và Minh ước Nato (đối với Anh) nhưng viện lẽ rằng Argentina là quốc gia gây hấn nên quyết định không can thiệp giúp Argentina. Ba quốc gia khác cùng một quan điểm như Hoa Kỳ là Colombia, Chile và Trinidad và Tobago; cả bốn đã bỏ phiếu trắng khi Argentina kêu gọi khối châu Mỹ chấp hành Hiệp ước Hỗ tương yểm trợ cho Argentina. Nhiều nước thuộc châu Mỹ Latinh xem hành động này của Hoa Kỳ là sự bội ước chiếu theo Hiệp ước Hỗ tương Liên Mỹ châu. Hoa Kỳ thì cho rằng vì Argentina là nước gây hấn nên không thể coi cuộc phản công của Anh là lý do để thi hành hiệp ước.

## Thành viên
| - Argentina - Bahamas - Bolivia (rút 2012) - Brasil - Chile - Colombia - Costa Rica - Cuba (truất 1964) |  | - Cộng hòa Dominica - Ecuador (rút 2014) - El Salvador - Guatemala - Haiti - Honduras - Mexico (rút 2002) - Nicaragua (rút 2012) |  | - Panama - Paraguay - Peru - Trinidad và Tobago - Hoa Kỳ - Uruguay - Venezuela (rút 2013) |